# Виктория амазонская
Викто́рия амазо́нская (лат. Victoria amazonica), или викто́рия ре́гия — крупное травянистое, водное тропическое растение; вид рода Виктория семейства Кувшинковые (Nymphaeaceae).
До июля 2022 (когда была открыта Виктория боливийская) считалась самой большой кувшинкой в мире и одно из самых популярных в мире оранжерейных растений. Является национальным цветком Гайаны и изображена на гербе этого государства.

## История открытия

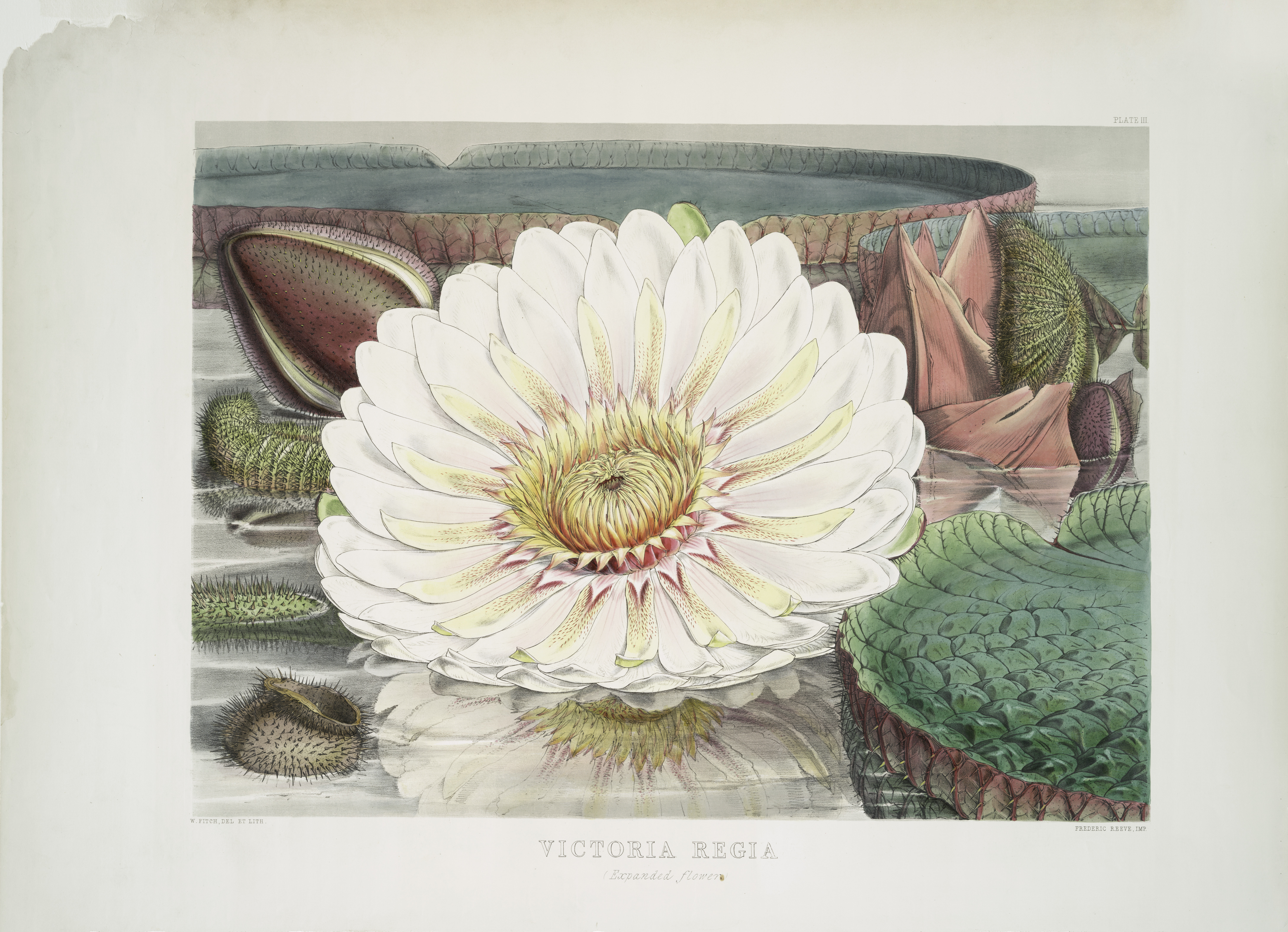
Цветок виктории амазонской (иллюстрация 1851 года)

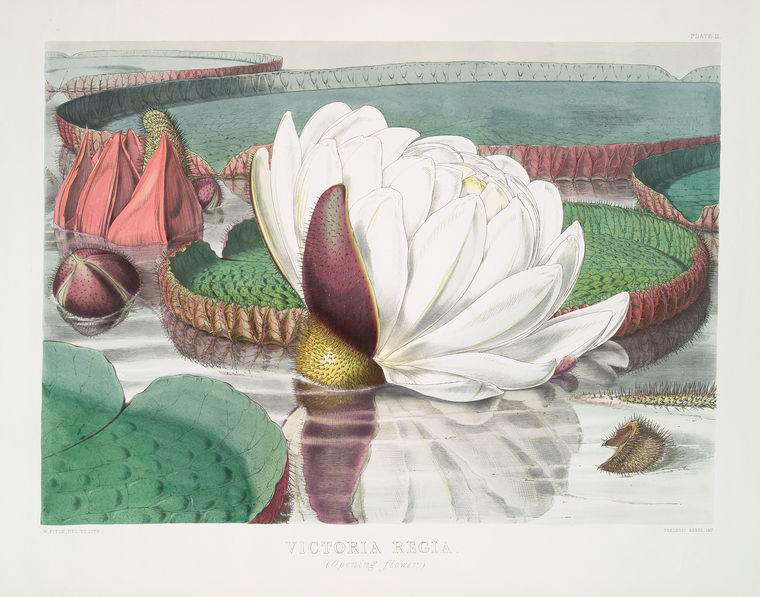
Цветок виктории амазонской (иллюстрация 1851 года)

История открытия связана с путешествием немецкого естествоиспытателя доктора Эдуарда Пёппига в Перу и Бразилии по Амазонке. Открытие одного из самых известных растений Южной Америки состоялось в январе 1832 года, близ впадения в Амазонку реки Тефе:
«Растение из семейства нимфейных, необычайных размеров. Его листья густо покрыты с нижней стороны иглами, ячеистые, шириной в сажень, в то время как снежно-белые с пурпурово-розовой серединой цветы достигают десяти-одиннадцати английских дюймов в поперечнике. Это растение является великолепнейшей формой во всем семействе, встречается отнюдь не часто, и мне встретилось только в некоторых безымянных протоках вблизи устья Тефе в Солимойнс. Оно цветет в декабре—январе и носит название муруру». Тем не менее о растении сообщали ещё многие путешественники и натуралисты, но по разным причинам их сообщения оставались без внимания. Французский учёный Альцид Д’Орбиньи видел растение в 1827 году, немец Генке собрал образцы в 1802 году, но его гербарий не дошёл до Европы. Француз Бонплан собрал растение в 1819 году, но его гербарий также остался без внимания.
В ноябре 1832 года в еженедельном немецком журнале «Заметки из области естествознания и медицины» Эдуардом Пёппигом было опубликовано самое первое описание открытого растения. Пёппиг дал ему название (базионим) Euryale amazonica Poepp..
В 1836 году растение было открыто и на севере континента — в Британской Гвиане. Немецкий ботаник Роберт Шомбург, проводивший исследования от Лондонского королевского географического общества, встретил неизвестное ему растение близ Джорджтауна в акватории реки Бербис.
На основании материалов Р.Г. Шомбурга впоследствии растение было систематизировано. Растение описано и названо английским ботаником Джоном Линдли в честь королевы Виктории.

## Распространение
Виктория амазонская распространена в бассейне р. Амазонка в Бразилии и Боливии, встречается также в реках Гайаны, впадающих в Карибское море. Сэр Уильям Джексон Гукер предполагал, что реки тихоокеанского побережья Южной Америки не подходят для обитания растения из-за слишком быстрого течения.

## Ботаническое описание

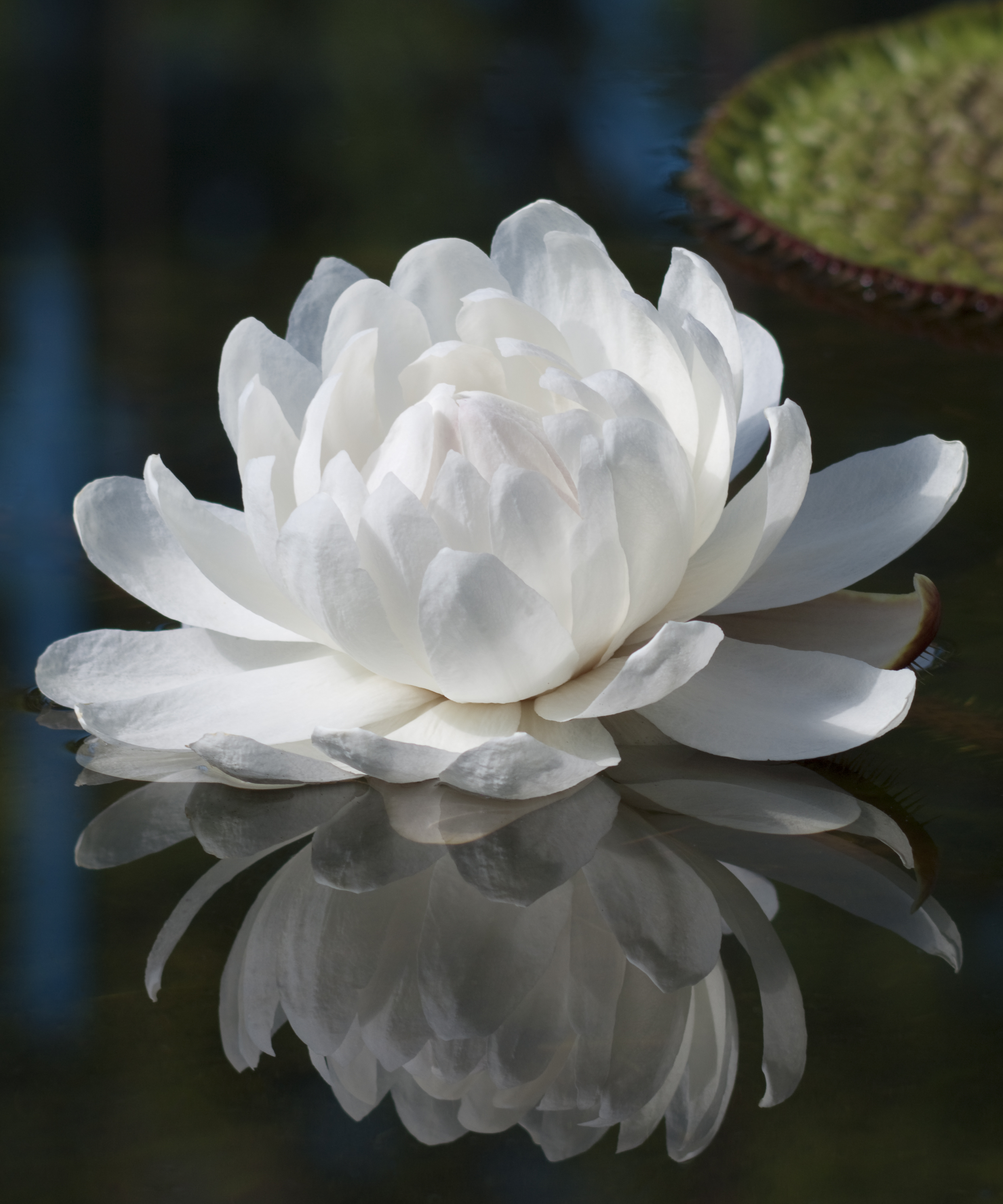
Цветок виктории амазонской

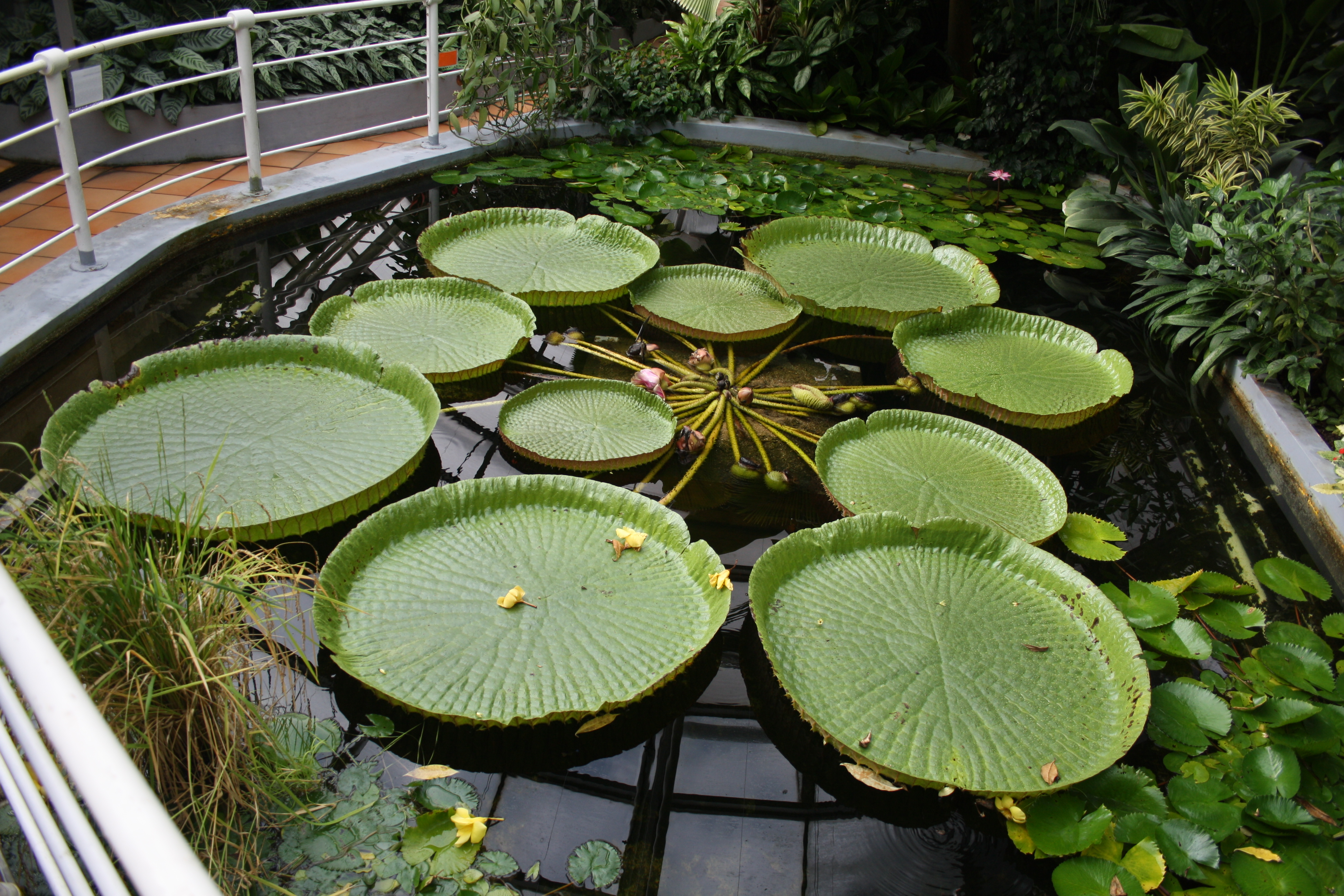
Листья виктории амазонской

Растение имеет крупное клубневидное корневище с длинными шнуровидными корнями. Придаточные цилиндрические корни растения многочисленные.
Плавающие листья широкие, имеют чаще круглую форму, черешки прикреплены почти к середине листа, края листа чаще загнуты вверх. Диаметр листа может превышать 2 м. Усиленные снизу полыми рёбрами листья растения могут выдержать вес более 30 кг, иногда до 50 кг. Нижняя сторона листа полностью покрыта острыми и длинными шипами, которые защищают лист от травоядных рыб и других водных животных. Нижняя сторона листа виктории амазонской тёмно-фиолетового или коричневато-красного цвета. По краям листа имеются небольшие щели в «бортах», через которые вся лишняя влага уходит с поверхности листа.
Цветки растения размещаются под водой и появляются на поверхности воды только один раз в году во время цветения, которое длится всего 2—3 дня. Цветки виктории амазонской ароматные, раскрываются только по одному. Бутоны грушевидные. Лепестки цветков очень многочисленные (до 60 лепестков на цветке), продолговатые, вогнутые. Во время цветения размещённые над водой цветки в раскрытом состоянии имеют диаметр 20—30 см. Цветки распускаются вечером, остаются открытыми до утра следующего дня, затем погружаются под воду и открываются вновь после полудня второго дня цветения. В первый день цветения цветки распускают лепестки нежно-белого цвета. На следующий день они приобретают нежно-розовый цвет, а затем тёмно-малиновый или фиолетовый цвет. После этого цветки растения опускаются под воду и больше не появляются. При определённых условиях возможно также длительное цветение растения в течение нескольких месяцев: с конца июня по октябрь. В естественных условиях цветы опыляются пластинчатоусыми жуками из подсемейства Dynastinae. После опыления из цветка под водой образуется большой плод, который содержит небольшие (размером с горошину) семена чёрного цвета. Созревание семян длится до 2 месяцев. В условиях дикой природы растение может прожить до 5 лет.

## Культивирование
После открытия виктории амазонской начались многочисленные попытки по культивированию этого растения. Но почти все попытки культивировать растение оказались безуспешными. И только в 1849 году виктория амазонская впервые зацвела в английском ботаническом саду Кью-гарденс. Садовником, добившимся успеха, был Джозеф Пакстон, садовник герцога Девонширского, который в дальнейшем использовал принцип жилкования листа этого растения при проектировании дворца «Кристал Палас» в Лондоне. В том же году виктория цвела в Бельгии (Гент) в хозяйстве Луи Ван Гутта. На открытом воздухе викторию впервые культивировал Борзиг (Берлин).
Подобные попытки были предприняты Колумбийским ботаническим садом. В 1975 году одна из этих попыток увенчалась успехом.
В России в Петербургском ботаническом саду виктория была выращена и зацвела в 1864 году. В Москве в 1907 году была предпринята успешная попытка вырастить викторию на открытом воздухе. Растение было высажено в пруд, куда провели трубы отопления, а на ночь пруд закрывали листами стекла. При таком уходе растение нормально развивалось пасмурным летом 1907 года и зацвело.
Проблемой была также перевозка семян в Европу через Атлантику: семена быстро теряли всхожесть. Проблему удалось решить, перевозя семена в бутылках с холодной водой (+5… +8 градусов). В таких условиях семена сохраняют всхожесть до 2 лет (по другим данным до 5 лет). Сейчас семена пересылают в пробирках с водой.
Виктория амазонская хорошо растёт на ярком солнечном свете в воде на глубине 1 метр. Чем глубже водоём, тем крупнее вырастают листья растения. Минимальная температура для выращивания растения составляет 25 °С. Виктория амазонская размножается семенами. При проращивании семян водного растения виктории амазонской температура воды должна быть не ниже 30° и не выше 32°. Для обеспечения цветения виктории амазонской температуры воды в бассейне следует поддерживать не ниже 29°, при снижении температуры до 26° наблюдаются уменьшение размера листьев и измельчение цветков. Семена тропических растений прорастают при температуре не менее 20°, обычно при 24—26°. Изменение температурного режима в сторону превышения определенного максимума также отрицательно влияет на растения.
Как правило, растение не зимует и выращивается как однолетнее растение. За сезон растение даёт 25 — 35 цветков, каждый держится 2 дня. Семена прорастают на 14-й день после посева. На 14 — 17-й день после прорастания растение даёт первый плавающий лист. 20-й лист имеет диаметр 2 м и выдерживает тяжесть 16 кг. После появления 30-го листа появляется первый бутон. Далее бутоны появляются через 2 дня. В 1908 году в оранжерее МГУ на однолетней виктории появилось за лето 41 лист и 15 цветков.
Семена сеют в январе, проращивают при уровне воды 1 — 2 см. Первый раз растения пересаживают, когда корни достигнут в длину 3 — 4 см, в горшочки размером 5 см в смесь суглинисто-дерновой земли и речного песка (4:1). Чтобы вода не размыла почву, её присыпают песком. Пересаженные растения помещают в бассейн со слоем воды 5 — 6 см над растением. За время выращивания 3 — 4 раза делают перевалку до высадки на постоянное место в бассейн. При этом в почву добавляют 1 часть навозно-перегнойной земли и 1/6 части перегнившего навоза. Во второй половине апреля растение имеет листья диаметром 10 — 15 см. В конце апреля — начале мая растение высаживают на постоянное место в бассейн. Уровень воды поддерживают на 3 — 5 см выше центрального листа растения.

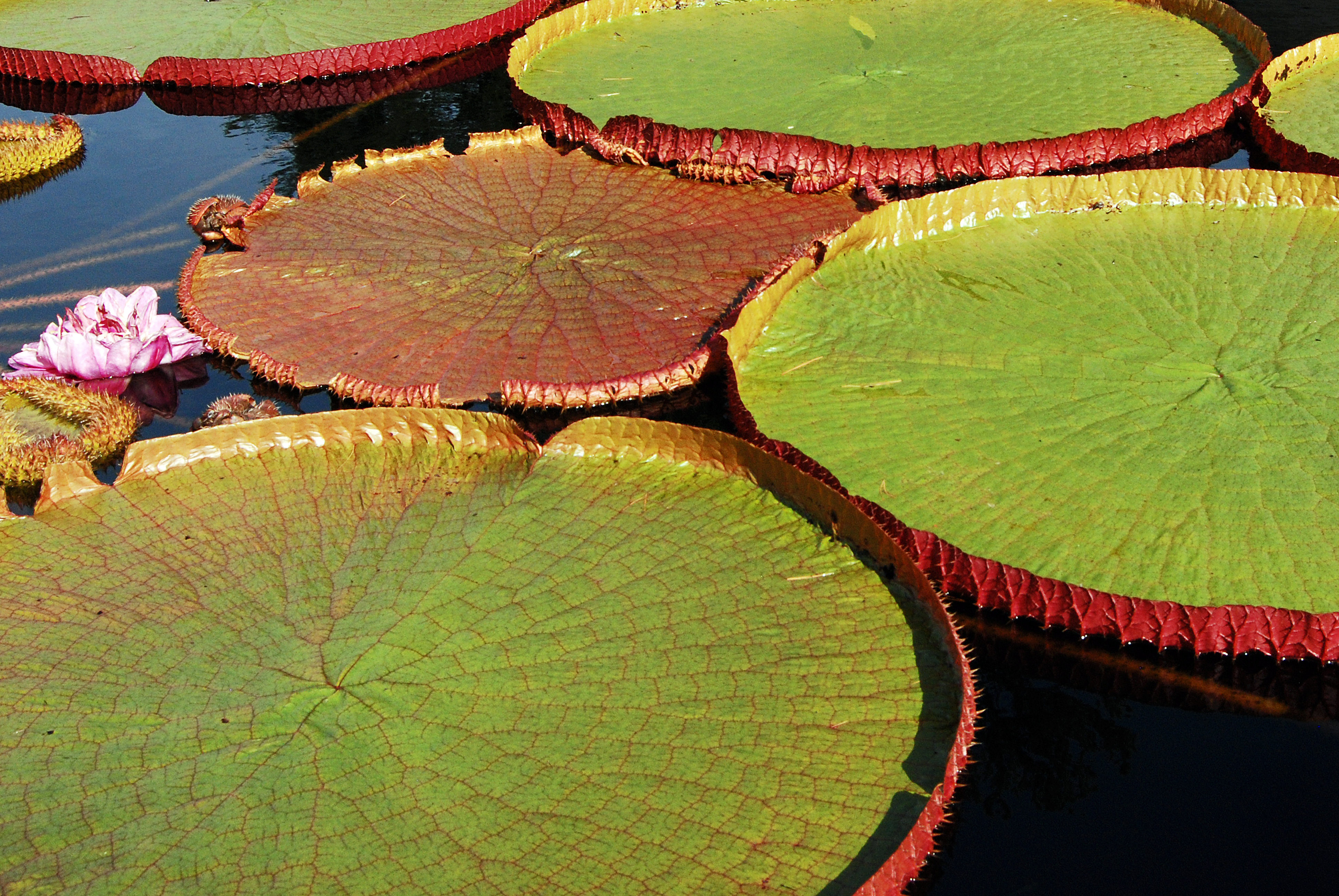
Цветок и листья гибрида Longwood Hybrid

В вегетационный период нуждается в большом количестве питательных веществ. Одному растению для нормального развития требуется 1,5 — 2 кубометра питательного грунта — смеси дерновой, перегнойной и листовой земли (3:1:1) с добавлением 1/5 объёма речного песка. В период роста подкармливают навозом в марлевых мешках по 1 — 2 кг 2 — 3 раза за сезон.
В период роста виктория повреждается тлями, улитками и слизнями. Опасно для растения развитие в воде водорослей, бурно идущее при наличии в почве свежего навоза.

### Гибриды виктории амазонской
В культуре известен гибрид "Imperialis — более мелкий и менее теплолюбивый, чем природная форма. Диаметр листа 1 м, высота бортов 10 — 12 см.
Одним из самых культивируемых является гибрид виктории амазонской и другой представительницы рода Виктория, виктории Круса. Он носит название «Longwood Hybrid» — по месту своего выведения, ботаническому саду «Лонгвудские сады» в Кеннетт-Скуэре в штате Пенсильвания, США.
Гибрид был выведен методом ручного опыления известным селекционером виктории, сотрудником Лонгвудских садов Патриком Наттом и впервые зацвел в 1961 году. В качестве отцовского растения (источника пыльцы) выступила виктория амазонская, а материнского — виктория Круса.
Благодаря свойственному гибридам гетерозису Longwood Hybrid обладает бо́льшей жизнестойкостью и размерами цветков и листьев, чем у обоих родителей (так, размер листа у Longwood Hybrid может достигать 2,5 метра в диаметре, к тому же благодаря свойствам, унаследованным от виктории Круса, которая обитает в более удаленных от экватора широтах, Longwood Hybrid является более холодостойким и неприхотливым к условиям обитания, чем виктория амазонская.
Именно Longwood Hybrid выращивается в известных ботанических садах России, в том числе в Аптекарском огороде в Москве, Ботаническом саду Петра Великого в Санкт-Петербурге и в Ботаническом саду Пермского университета/
Существуют и другие гибриды, выведенные на основе виктории амазонской, однако выращиваются они в основном в США.